# NGC 4454
NGC 4454 is een balkspiraalstelsel in het sterrenbeeld Maagd. Het hemelobject werd op 17 april 1784 ontdekt door de Duits-Britse astronoom William Herschel.

## Synoniemen
- UGC 7606
- MCG 0-32-14
- ZWG 14.48
- IRAS 12262-0139
- PGC 41083